# Франческо Солімена
Франческо Солімена (італ. Francesco Solimena; 4 жовтня 1657, Канале де Серіно, Кампанья — 3 квітня 1747, Барра неподалік Неаполя) — італійський художник доби бароко, представник неаполітанської художньої школи.

## Життєпис. Ранні роки
Народився в сім'ї художника Анжело Солімена. Він же став і першим вчителем майбутнього майстра.
В свою чергу Франческо Солімена допомагав батькові у виконанні декотрих церковних замовлень («Рай» для собору в місті Носера, «Видіння Св. Кирили Александрійського» в церкві Сан Доменіко у Солофра).

## Перебування і творчість в Неаполі
1674 року молодий Франческо Солімена відбув у Неаполь, де почав працювати в майстерні художника Франческо ді Марія, а потім в майстерні Джакомо дель По. Талановитого і схильного до пишної манери італійського бароко митця помітив кардинал Вінченцо Орсіні (майбутній папа римський Бенедикт XIII). Кардинал і зажадав залучити до служби на користь католицької церкви нового художника зі здібностями.
Солімена роками працював у Неаполі, маючи численні церковні замови. Він опанував техніки фрескового живопису та живопису олійними фарбами, головними техніками декорування церков того часу.
Навіть фінансова підтримка князів католицької церкви та замови від королівських родин не сприяли його переїздам чи еміграції в інші країни. 1702 року він пропрацював рік у Монтекассіно, а також  двічі відвідав папський Рим. Чотири роки він працював у Відні (1723–1728), де працював по замовам принца і полководця Євгена Савойського, другої впливової особи після австрійського імператора. Практично цим і закінчуються значні подорожі неаполітанського майстра.

## Художня манера
Франческо Солімена виробив пишну художню манеру, але з яскравими, майже святковими  кольорами. Церква потребувала пишних оздоб і уславлення численних католицьких святих, їх страждань за віру католицького зразка, показу переваг католицизму над протестантизмом. Все це і дав Франческо Солімена церковним замовникам, роками створюючи вівтарні образа, численні  видіння чи сцени мучеництва католицьких святих. В цьому його бароко було наближене до академізму римського зразка з додачею знахідок пізніх караваджистів («Іван Хреститель в пустелі»), знахідок неаполітанця Матіа Преті, пізніх декоративних і чудернацьких композицій Луки Джордано.
В численних біблійних композиціях майстер припускався до перебільшень, театралізації і перенасиченості композицій другорядними персонажами.

## Учні Франческо Солімени

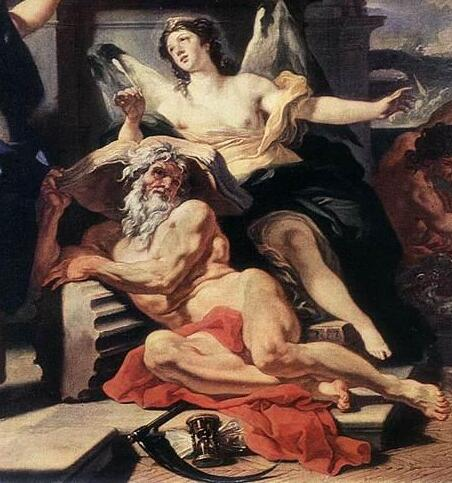

Художник мав велику майстерню у Неаполі, котра мимоволі стала невеличкою художньою академією та художнім центром міста. Його учні, різні за віком і обдаруванням, працюватимуть і витримуватимуть змагання з майстрами в самому Неаполі, в другому важливому центрі стилю бароко — в Римі. Дехто цілком успішно працюватиме далеко за кордонами Італії (Коррадо Джакінто).
- Ораціо Солімена (1690–1789), його син
- П'єтро Капеллі
- Онофріо Авелліно (1674–1741)
- Шипіоне Капелла
- Франческо Кампора (1693–1763)
- Леонардо Олівьєра (1689–1752)
- Ромуальдо Польверіно (1700–1731)
- Джузеппе Боніто (1707–89)
- Сальваторе Пасе (1674–1733)
- Гаспаре Траверсі (1722–1770)
- Коррадо Джакінто (1703–1765)
- Себастьяно Конка (1680–1764)
- Франческо де Мура (1696–1784)
- Доменіко Мондо (1734–1806)

## Архітектурні твори

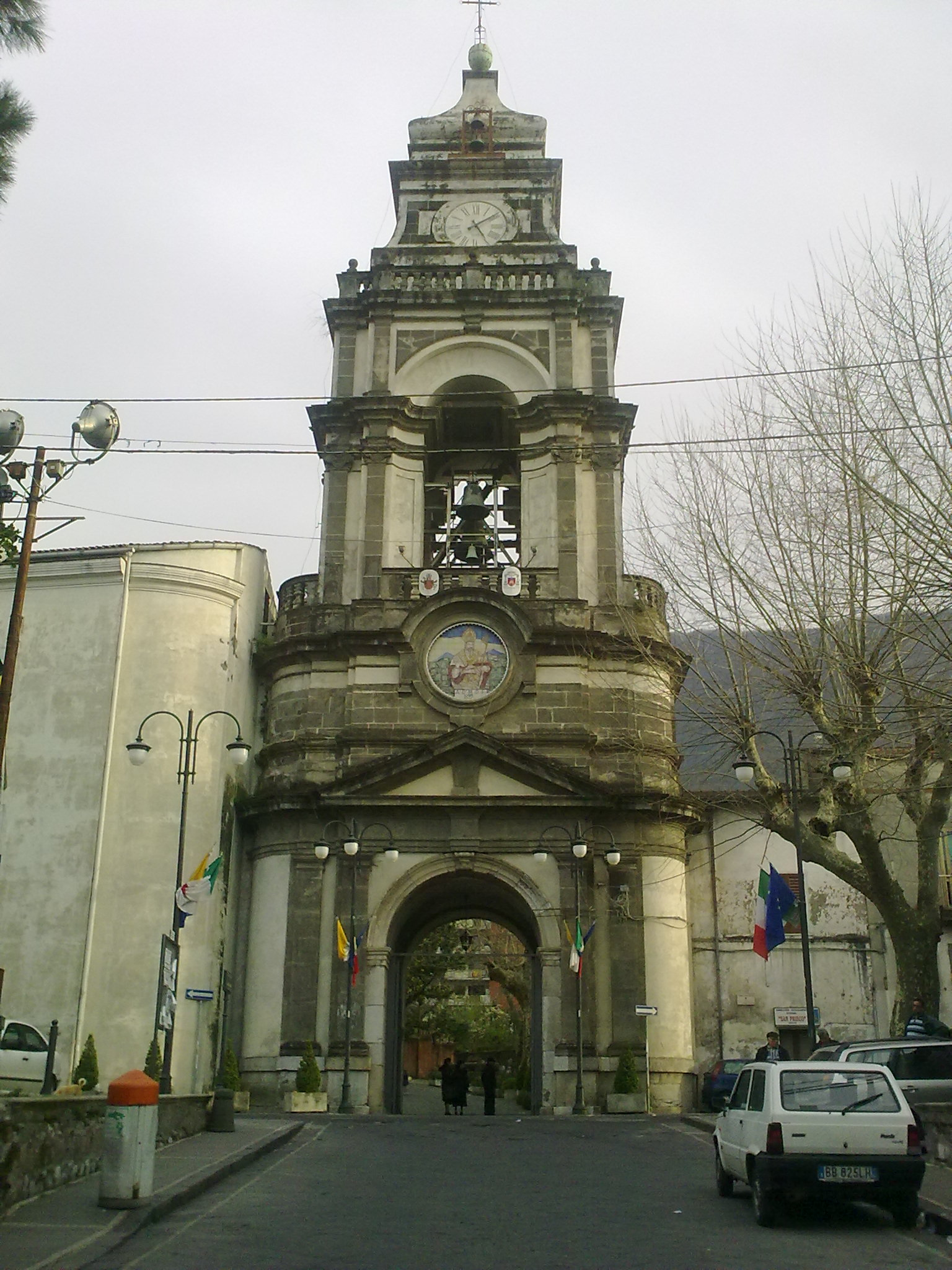
Дзвіниця Nocera Inferiore

Окрім живопису, Франческо Солімена іноді робив архітектурні проєкти. Так, за його проектом був вибудований власний будинок-палац у Неаполі.  Це типовий міський будинок простої кубічної форми з мінімальною кільістю наріжного декору — аркада першого поверху, пілястри, стримана лиштва на вікнах.
Більш пишне барокове декорування мала дзвіниця катедрального собору Nocera Inferiore.
Франческо Солімена був автором і головного фасаду церкви Сан Доменіко та архітектурного вівтаря в церкві абатства  Санта Марія Магдалена.

## Вибрані твори
- «Венера в кузні вулкана»
- «Автопортрет»
- «Вітер Борей викрав Оріфію»

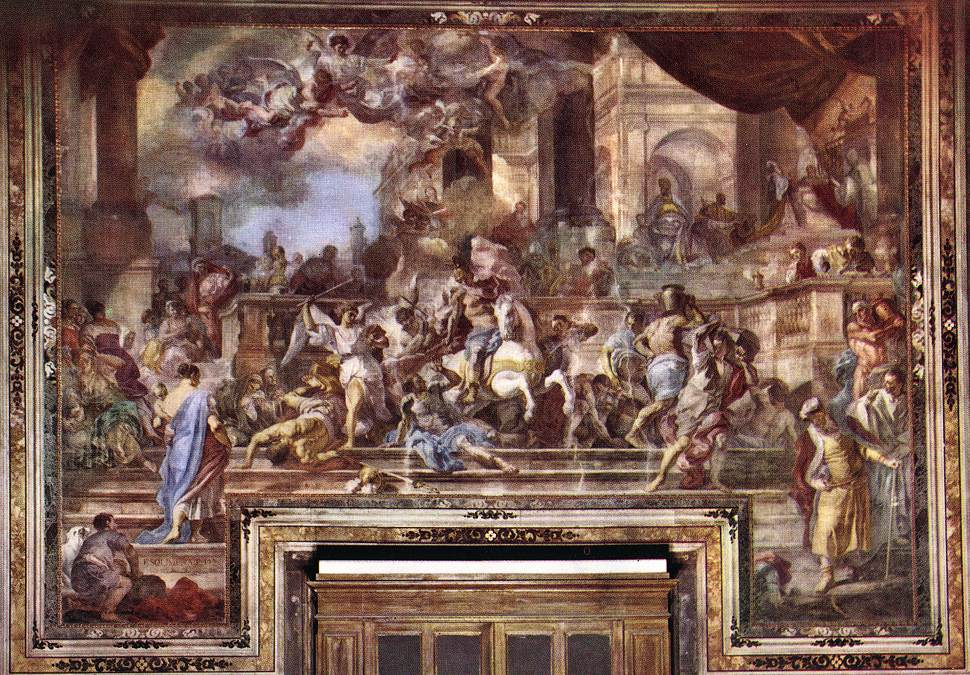
« Вигнання злочинця Елеодора з християнського храму», фреска, Храм єзуїтів Новий, Неаполь

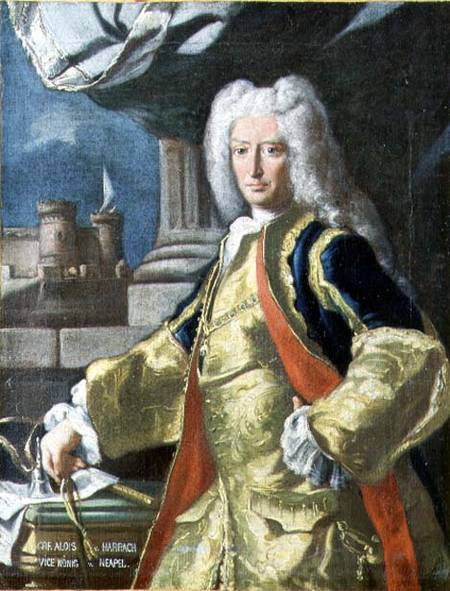
« Раймунд Харрах», віце-король Неаполя

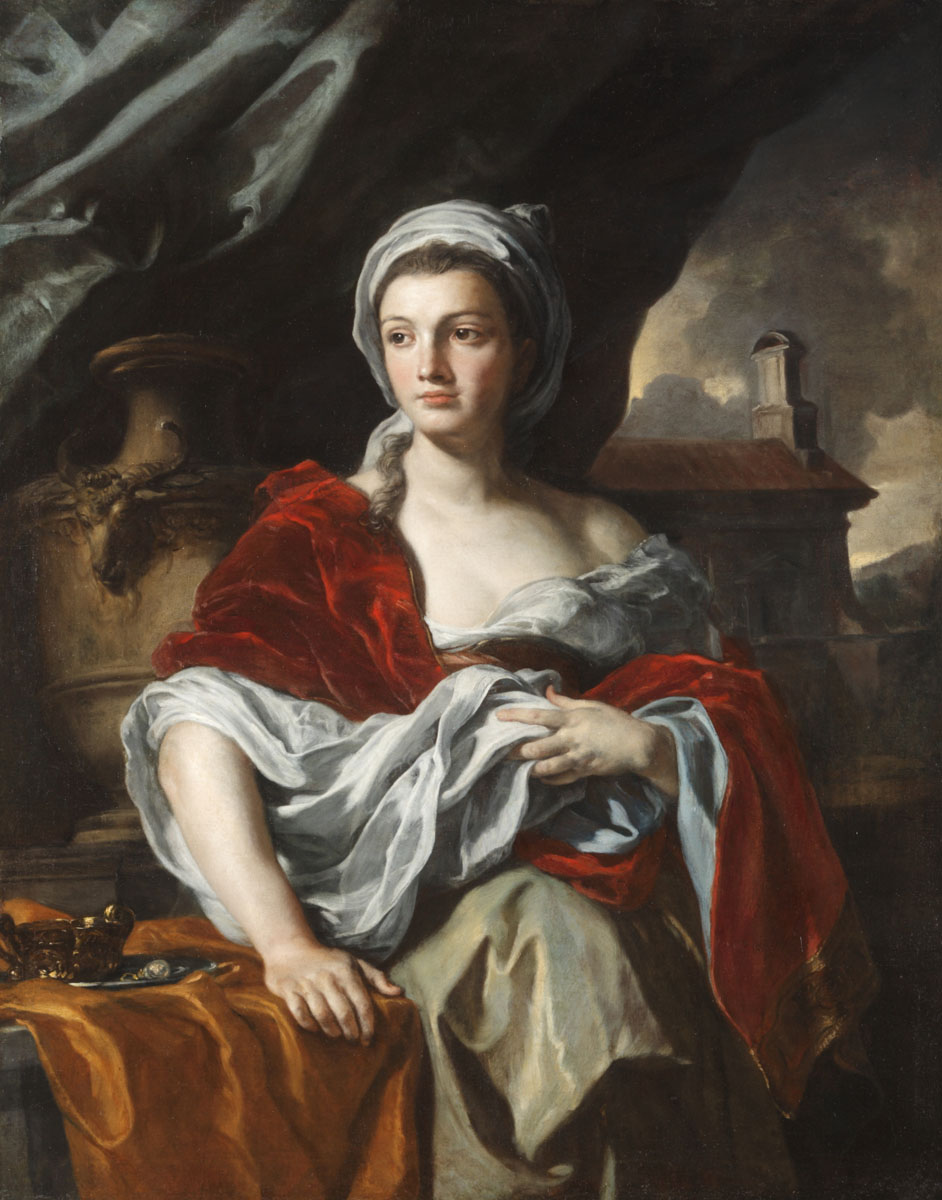
«Жіночий портрет», музей августинців, Франція

- «Майбутній король Карлос VI принцом»
- «Вельможа Раймунд Харрах»
- «Портрет Фердинандо Вінченцо Спінеллі»
- «Тріумф імператора Карла ІІІ в баталії при Веллетрі»
- «Жіночий портрет», музей августинців, Франція
- «Юдиф показує відрубану голову загарбника Олоферна мешканцям міста»
- «Виховання діви Марії»
- «Благовіщення», Державний музей мистецтв (Копенгаген)
- «Христа знімають з креста»
- «Вознесіння Богородиці»
- «Сходинки в небо або Видіння Св. Якова»
- «Мучеництво Свв. Плацидія та Флавії»
- «Натюрморт з атрибутами ванітас»
- «Художній плафон у неаполітанській церкві Сан Доменіко Маджоре»
- «Алегорія імперської влади», Ермітаж, Санкт-Петербург
- «Св. Гаетано»
- «Три Марії біля гробу Господнього»
- «Христос воскрешає померлого Лазаря»
- «Купання Вірсавії»
- «Христос садівник або Не торкайся мене»
- «Цариця Дідона приймає Енея»
- «Діана і Ендіміон», Художня галерея Волкер, Ліверпуль
- «Царське полювання Дідони та Енея», Музей образотворчих мистецтв (Х'юстон)
- «Вигнання злочинця Елеодора з християнського храму»
- «Йосип Прекрасний та дружина Потіфара», приватна збірка
- «Іван Хреститель в пустелі»
- «Мадонна з немовлям і янглами», Художня галерея Південної Австралії
- «Ревекка і Елеазар»
- «Сан Каетан і божествений янгол»
- «Богородиця у славі», церква Сан Джироламе делле Монаке, Неаполь
- «Зустріч папи римського Лева і Атілли»
- «Св. Франциск перед папою римським», Національний музей (Варшава)
- Фрески в церкві Сан Джорджо, Салерно
- Фрески в церкві деі Джироламіні
- Фрески в каплиці церкви Філіппо Нері

## Смерть
Помер заможним майстром у власному заміському будинку в Барра поблизу Неаполя 1747 року.

## Галерея вибраних творів

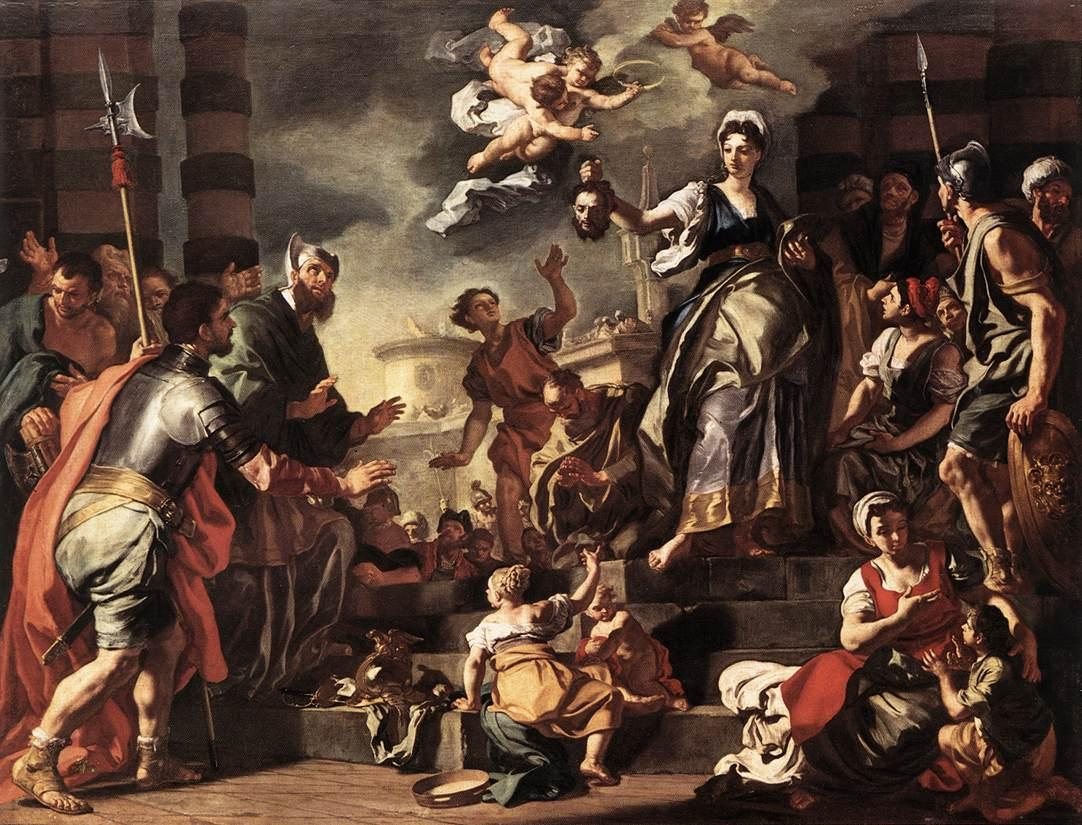
«Юдиф показує відрубану голову загарбника Олоферна мешканцям міста », Музей історії мистецтв, Відень.

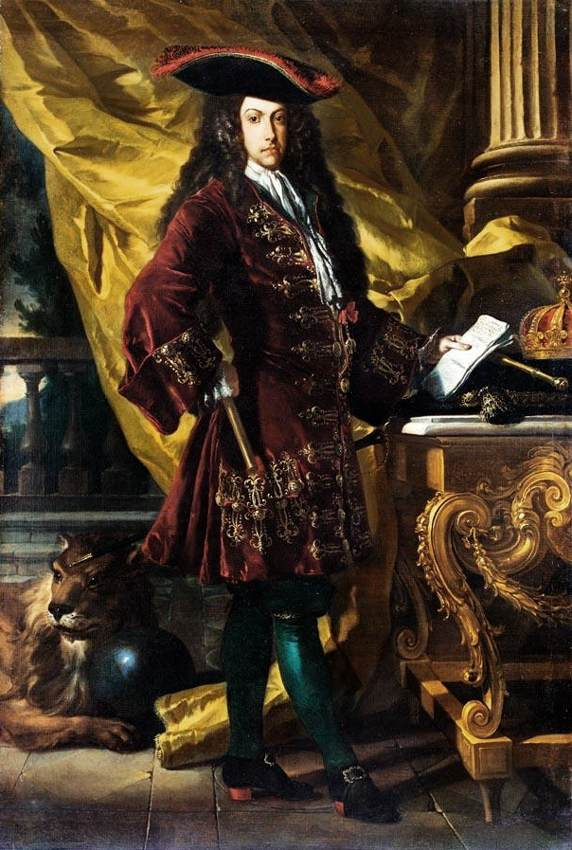
«Принц Карлос Австрійський, майбутній король Карлос VI», 1707 р.

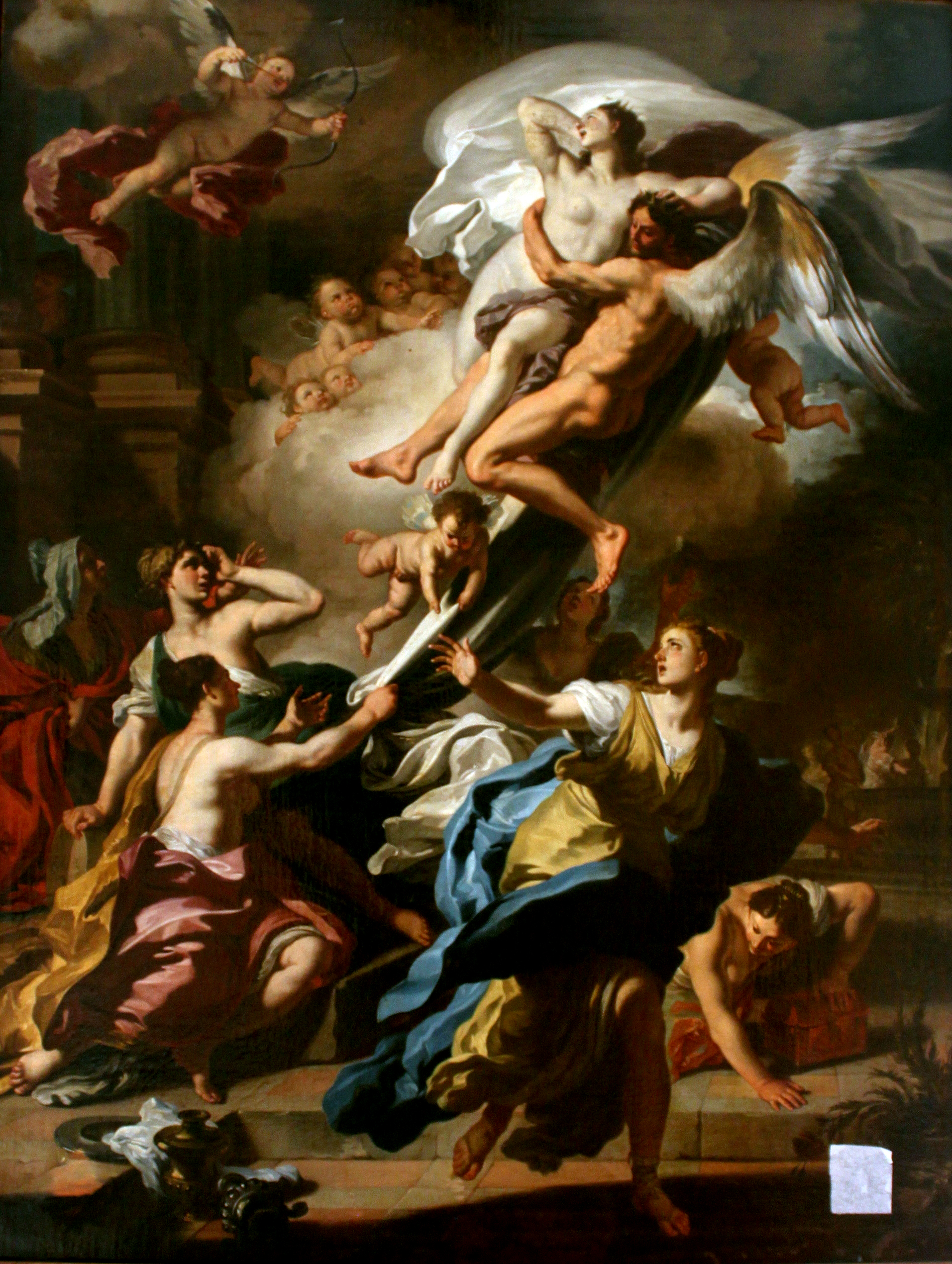
« Вітер Борей викрав Оріфію»
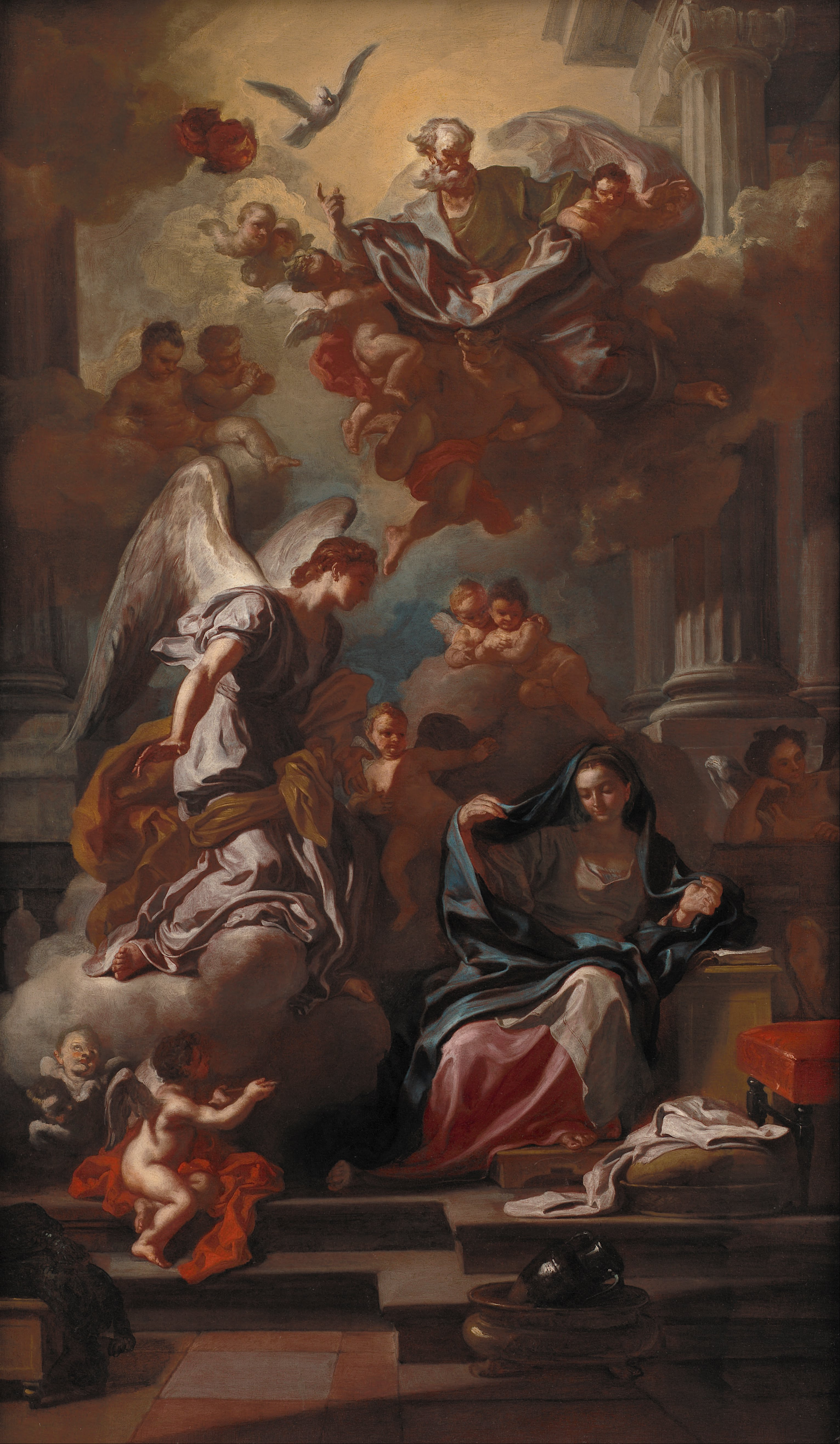
«Благовіщення», Державний музей мистецтв (Копенгаген)
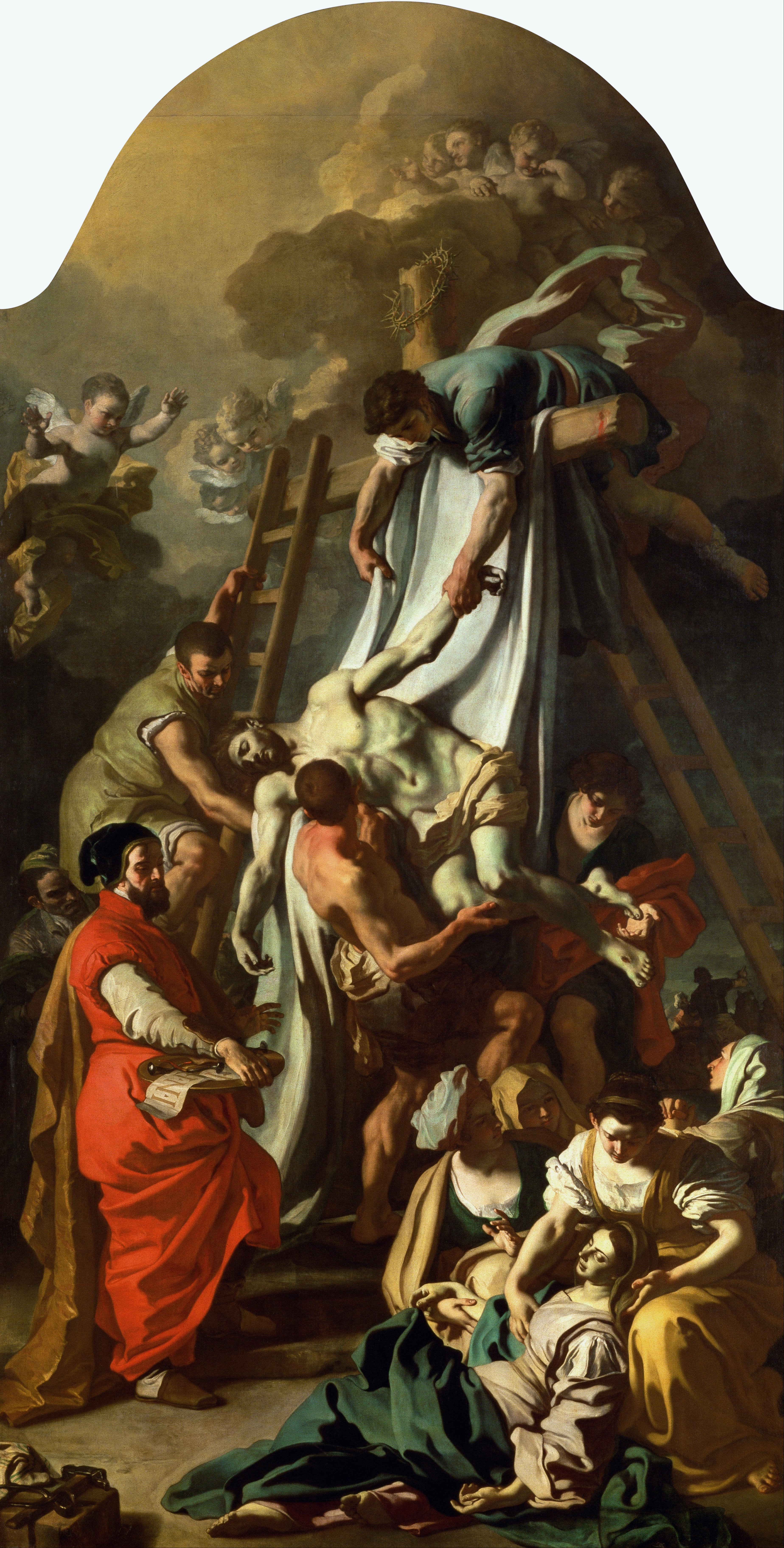
«Христа знімають з креста», 1729, Музей історії мистецтв, Відень.
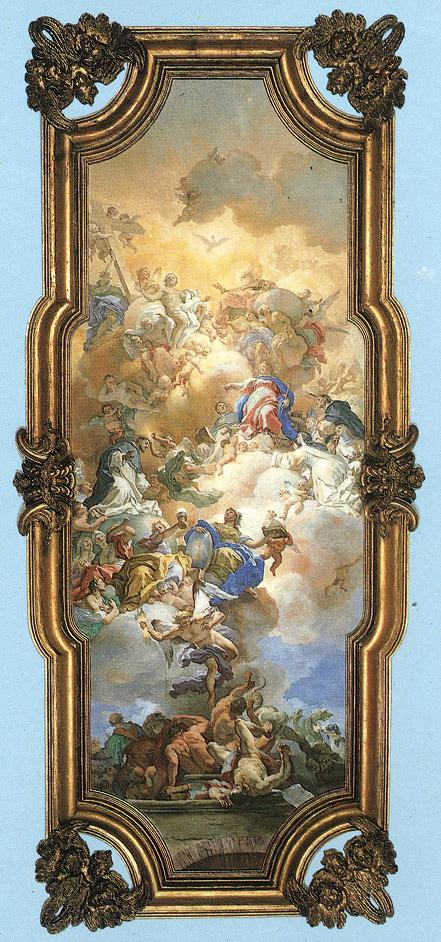
«Свята Трійця, Мадонна та Св. Домінік», церква Сан Доменіко Маджоре, Неаполь.